# Burduna
Burduna är ett australiskt språk som talades av 3 personer år 1981. Burduna talas i Väst-Australien. Burduna tillhör de pama-nyunganska språken.